# Associazione Calcio Lanciano 1979-1980
Questa voce raccoglie le informazioni riguardanti l'Associazione Calcio Lanciano nelle competizioni ufficiali della stagione 1979-1980.

## Rosa
| N. |                   | Ruolo | Calciatore           |
| -- | ----------------- | ----- | -------------------- |
|    | Italia (bandiera) | D     | Paolo Agabitini      |
|    | Italia (bandiera) | A     | Fabio Cancellier     |
|    | Italia (bandiera) | P     | Leandro Casagrande   |
|    | Italia (bandiera) | C     | Lauro Costantini     |
|    | Italia (bandiera) | D     | Roberto Di Basilico  |
|    | Italia (bandiera) | D     | Giacinto Di Battista |
|    | Italia (bandiera) | C     | Marcello Di Camillo  |
|    | Italia (bandiera) | C     | Renzo Di Carlo       |
|    | Italia (bandiera) |       | Di Crisci            |
|    | Italia (bandiera) | P     | Sandro Di Vicoli     |

| N. |                   | Ruolo | Calciatore        |
| -- | ----------------- | ----- | ----------------- |
|    | Italia (bandiera) | C     | Luigi Marcolongo  |
|    | Italia (bandiera) | D     | Marcello Marfisi  |
|    | Italia (bandiera) | D     | Giovanni Marongiu |
|    | Italia (bandiera) | C     | Guido Mazzetti    |
|    | Italia (bandiera) | A     | Mario Menna       |
|    | Italia (bandiera) | C     | Gianni Pasquini   |
|    | Italia (bandiera) | A     | Aldo Piemontese   |
|    | Italia (bandiera) | A     | Massimo Scalingi  |
|    | Italia (bandiera) | A     | Corrado Tamalio   |
|    | Italia (bandiera) | C     | Nicola Verde      |

## Risultati

### Campionato

#### Girone di andata
| 30 settembre 1979 1ª giornata | Lanciano | 2 – 1 | Civitavecchia |  |

| 7 ottobre 1979 2ª giornata | Formia | 0 – 0 | Lanciano |  |

| 14 ottobre 1979 3ª giornata | Lanciano | 0 – 0 | L'Aquila |  |

| 21 ottobre 1979 4ª giornata | Lanciano | 0 – 2 | Giulianova |  |

| 28 ottobre 1979 5ª giornata | Francavilla | 3 – 0 | Lanciano |  |

| 4 novembre 1979 6ª giornata | Lanciano | 1 – 0 | Riccione |  |

| 11 novembre 1979 7ª giornata | Banco di Roma | 0 – 0 | Lanciano |  |

| 18 novembre 1979 8ª giornata | Lanciano | 1 – 1 | Avezzano |  |

| 25 novembre 1979 9ª giornata | Vis Pesaro | 1 – 1 | Lanciano |  |

| 2 dicembre 1979 10ª giornata | Palmese | 1 – 0 | Lanciano |  |

| 9 dicembre 1979 11ª giornata | Lanciano | 2 – 0 | Osimana |  |

| 16 dicembre 1979 12ª giornata | Lanciano | 0 – 0 | Civitanovese |  |

| 30 dicembre 1979 13ª giornata | Casertana | 1 – 2 | Lanciano |  |

| 6 gennaio 1980 14ª giornata | Lanciano | 2 – 1 | LVPA Frascati |  |

| 13 gennaio 1980 15ª giornata | ALMAS | 1 – 2 | Lanciano |  |

| 20 gennaio 1980 16ª giornata | Lanciano | 0 – 0 | Latina |  |

| 27 gennaio 1980 17ª giornata | Cassino | 0 – 0 | Lanciano |  |

#### Girone di ritorno
| 3 febbraio 1980 18ª giornata | Civitavecchia | 2 – 0 | Lanciano |  |

| 10 febbraio 1980 19ª giornata | Lanciano | 1 – 0 | Formia |  |

| 17 febbraio 1980 20ª giornata | L'Aquila | 1 – 1 | Lanciano |  |

| 24 febbraio 1980 21ª giornata | Giulianova | 2 – 2 | Lanciano |  |

| 2 marzo 1980 22ª giornata | Lanciano | 1 – 0 | Francavilla |  |

| 9 marzo 1980 23ª giornata | Riccione | 1 – 2 | Lanciano |  |

| 16 marzo 1980 24ª giornata | Lanciano | 2 – 1 | Banco di Roma |  |

| 23 marzo 1980 25ª giornata | Avezzano | 1 – 0 | Lanciano |  |

| 30 marzo 1980 26ª giornata | Lanciano | 0 – 1 | Vis Pesaro |  |

| 13 aprile 1980 27ª giornata | Lanciano | 0 – 0 | Palmese |  |

| 20 aprile 1980 28ª giornata | Osimana | 0 – 0 | Lanciano |  |

| 27 aprile 1980 29ª giornata | Civitanovese | 1 – 3 | Lanciano |  |

| 11 maggio 1980 30ª giornata | Lanciano | 2 – 2 | Casertana |  |

| 18 maggio 1980 31ª giornata | LVPA Frascati | 2 – 0 | Lanciano |  |

| 25 maggio 1980 32ª giornata | Lanciano | 2 – 0 | ALMAS |  |

| 1º giugno 1980 33ª giornata | Latina | 0 – 3 | Lanciano |  |

| 8 giugno 1980 34ª giornata | Lanciano | 4 – 0 | Cassino |  |